# Reinhold Bocklet
Reinhold L. Bocklet (ur. 5 kwietnia 1943 w Schongau) – niemiecki polityk, samorządowiec i politolog, od 1979 do 1993 poseł do Parlamentu Europejskiego I, II i III kadencji, od 1993 do 2003 minister w rządzie kraju związkowego Bawaria.

## Życiorys
Po ukończeniu szkoły średniej w Kempten od 1962 studiował prawo i politologię na Uniwersytecie Ludwika i Maksymiliana w Monachium. Zdał państwowe egzaminy prawnicze pierwszego i drugiego stopnia. Do 1974 był badaczem w krajowej radzie edukacyjnej Deutscher Bildungsrat, następnie od 1974 do 1979 referentem w bawarskim centrum edukacji politycznej. Od 1976 do 1981 wykładał teorię systemów politycznych na monachijskiej uczelni.
Działał w chadeckiej młodzieżówce Junge Union, pod koniec lat 70. był jej wiceprezesem na poziomie krajowym. Wstąpił do bawarskiej Unii Chrześcijańsko-Społecznej, należał do jej kierownictwa i przewodniczył w niej komitetetowi do spraw międzynarodowych. W latach 1979–1993 był posłem do Parlamentu Europejskiego I, II i III kadencji. Przystąpił do Europejskiej Partii Ludowej, wchodził w skład kierownictwa frakcji, był jej rzecznikiem do spraw rolnictwa. Przewodniczył także Komisji ds. Kwestii Prawnych i Praw Obywatelskich. W latach 1994–2003 należał do Komitetu Regionów, m.in. pełnił funkcję pierwszego wiceprzewodniczącego. Został również wiceprzewodniczącym Międzynarodowej Unii Demokratycznej.
Po odejściu z Europarlamentu od 1993 do 2003 był członkiem dwóch bawarskich rządów Edmunda Stoibera; kierował najpierw ministerstwem żywności, rolnictwa i leśnictwa, a od 1998 resortem spraw federalnych i europejskich. W 1994, 1998, 2003, 2008 i 2013 wybierano go do landtagu (od 2008 pozostawał jego pierwszym wiceprzewodniczącym). Od 2004 prowadził praktykę adwokacką. W 2008 zasiadł w radzie powiatu Fürstenfeldbruck. W 2018 nie kandydował ponownie do landtagu.

## Życie prywatne
Żonaty, ma syna; jest katolikiem.

## Odznaczenia
Wyróżniono go m.in. Krzyżem Zasługi Orderu Zasługi Republiki Federalnej Niemiec, Legią Honorową V klasy, Krzyżem Komandorskim węgierskiego Orderu Zasługi, Wielką Złotą Odznaką Honorową z Gwiazdą za Zasługi dla Republiki Austrii oraz Bawarskim Orderem Zasługi.